# 138-й зенітний ракетний полк (СРСР)
138-й зенітний ракетний полк (138 ЗРП, в/ч 96402) — формування протиповітряної оборони Збройних сил СРСР, що існувало до 1992 року. Полк базувався у Дніпропетровську.
Полк перейшов під юрисдикцію України як 138-й зенітний ракетний полк Збройних сил України.

## Історія
З'єднання сформовано 1943 року у Тбілісі як 1884-й зенітний артилерійський полк середнього калібру. Під час німецько-радянської війни частина брала участь у визволенні Правобережної України, за що 5 грудня 1944 року отримала Червоний Прапор.
25 червня 1946 року полк скорочено до окремого артдивізіону, проте 1957 року на базі цього дивізіону (154-й окремий зенітний артилерійський малого калібру) було сформовано 696-й зенітний артилерійський полк, що заступив на бойове чергування у липні 1958 року.
У 1961 році на базі 696-го і 395-го зенітних полків була сформована 31-ша зенітна ракетна бригада. Вона проіснувала 7 років, до 15 липня 1968 року, коли бригаду перетворено у 138-й зенітний ракетний полк.
У 1992 році полк перейшов під юрисдикцію України як 138-й зенітний ракетний полк Збройних сил України.